# Аюаба
Аюаба (порт. Aiuaba) — муниципалитет в Бразилии, входит в штат Сеара. Составная часть мезорегиона Сертойнс-Сеаренсис. Входит в экономико-статистический микрорегион Сертан-ди-Иньямунс. Население составляет 15 363 человека на 2006 год. Занимает площадь 2 434,414 км². Плотность населения — 6,3 чел./км².

## История
Город основан в 1956 году.

## Статистика
- Валовой внутренний продукт на 2003 составляет 23.287.256,00 реалов (данные: Бразильский институт географии и статистики).
- Валовой внутренний продукт на душу населения на 2003 составляет 1.558,20 реалов (данные: Бразильский институт географии и статистики).
- Индекс развития человеческого потенциала на 2000 составляет 0,566 (данные: Программа развития ООН).

## География
Климат местности: полупустыня.